# Ацест

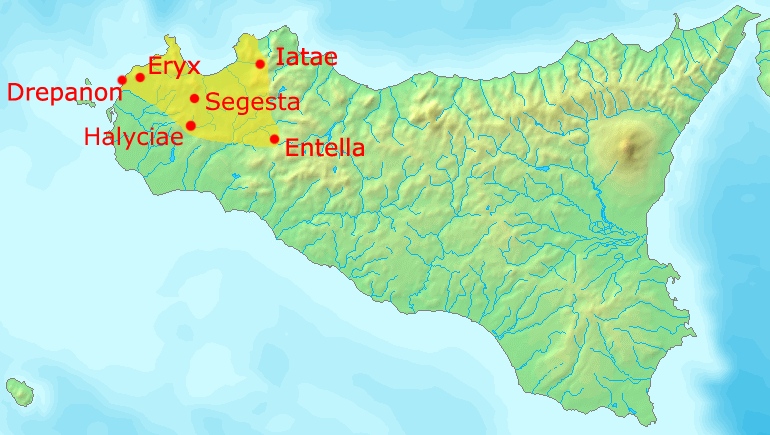
Мапа основних поселень елімців

Ацест (Акест, у іншому написанні Егест, грец. Ἄκέστης) — персонаж античної міфології, один з троянців, що оселився на західному краї Сицилії і радо прийняв Енея з його супутниками.
За Вергілієм, Ацест був сином річкового бога Крініса та троянки Ацести. Його ім'ям названо місто Акеста (або Егеста, Сегеста)
Згідно з оповіданням Діонісія Галікарнаського, дід Ацеста був страчений Лаомедонтом, а його доньку відвезли до Сицилії, де вона народила від троянського юнака сина Ацеста. За царювання Пріама він повернувся до Трої, а пізніше разом з Елімом знову відплив до Сицилії на трьох кораблях. Там Ацест заснував три міста: Егеста (або Сегеста), Ерік, Ентелла.